# Persistenza di lattasi
Persistenza di lattasi è l'espressione usata per designare la continua attività dell'enzima lattasi durante l'età adulta che garantisce agli individui la tolleranza al lattosio.
La sola funzione della lattasi è la digestione del lattosio nel latte e per la maggior parte dei mammiferi l'attività di questo enzima si riduce in modo drastico dopo lo svezzamento. Per alcuni popoli, la persistenza di lattasi, tuttavia, è frutto di una evoluzione avvenuta in tempi recenti, portando l'organismo ad adattarsi al consumo di latte non umano ed ai latticini anche dopo l'infanzia.
La maggior parte della popolazione mondiale non mostra persistenza della lattasi in età adulta e, di conseguenza, diventa affetta da diversi gradi di intolleranza al lattosio.
Tuttavia, non tutti gli individui che geneticamente manifestano la non persistenza di lattasi sono intolleranti al lattosio e non tutti gli individui intolleranti al lattosio hanno l'allele della non persistenza di lattasi.

## Genetica
Molteplici studi indicano che la persistenza dei due fenotipi persistenza di lattasi e non persistenza di lattasi (ipolattasia)  sia geneticamente programmata, e che la persistenza di lattasi non è necessariamente condizionata dal consumo di lattosio dopo il periodo dell'allattamento.
Il fenotipo lattasi persistente porta ad un'alta espressione dell'mRNA, cioè un'alta attività della lattasi e perciò la capacità di digerire il lattosio. Il fenotipo lattasi non persistente coinvolge una bassa espressione dell'mRNA e una bassa attività della lattasi. L'enzima della lattasi è codificato dal gene LCT.
L'ipolattasia è nota per essere un carattere recessivo ed ereditario a livello autosomatico. Questo significa che gli individui con fenotipo non persistente sono omozigoti e hanno ricevuto le due coppie del gene della lattasi dai propri genitori, che possono a loro volta essere omozigoti o eterozigoti.
Inoltre, solo un gene della lattasi può essere lattasi persistente, perché la persistenza di lattasi è dominante sull'ipolattasia. La persistenza di lattasi si comporta come un tratto dominante perché metà dei livelli di lattasi sono sufficienti a mostrare una significativa digestione del lattosio.  Il silenzio trascrizionale Cis-attivo del gene della lattasi è responsabile del fenotipo dell'ipolattasia.
Alcuni studi mostrano che solo su otto casi i genitori di un bambino con persistenza di lattasi erano entrambi ipolattasici. Nonostante la varietà dei fattori genetici, così come di quelli nutrizionali, determini l'espressione della lattasi, non è stata trovata alcuna evidenza di un'alterazione adattativa dell'espressione della lattasi in un individuo come risposta al cambiamento dei livelli di consumo del lattosio.
Due fenotipi distinti di ipolattasia sono: Fenotipo I, caratterizzato da una ridotta sintesi del precursore LPH, e il fenotipo II,associato ad un abbondante precursore di sintesi, ma ridotta conversione della proteina nella sua forma molecolare matura.
L'enzima della lattasi ha due siti attivi per rompere il lattosio. Il primo è Glu1273 e il secondo è Glu1749, che separatamente rompono il lattosio in due tipi di molecole distinte.
Due mutazioni (polimorfismo del singolo nucleotide ed SNPS) sono state associate con l'espressione della lattasi. C-13910 (C come posizione -13910 del gene LCT) e G-22018 (G alla posizione -22018) sono collegati alla non persistenza di lattasi, mentre T-13910 e A-22018 sono collegati alla persistenza di lattasi.
Gli alleli lattasi-persistenti variano in base alla loro distribuzione geografica.
Nella popolazione europea e nei loro discendenti sono quasi interamente correlati con la presenza della mutazione del gene della lattasi −13,910 C/T (LCT).
Questo gene differisce nella distribuzione allelica Lp nelle popolazioni nell'Africa orientale, nel Medio Oriente, ed in Africa settentrionale. Tra il gruppo dell'Africa orientale e del Medio Oriente, la mutazione allelica −13915 T/G è più prominente come contributore alla persistenza di lattasi. Mentre nell'Africa settentrionale la variante allelica −14010 G/C è la più strettamente collegata all'espressione dei tratti. 
Il gene della lattasi ha un'espressione maggiore quando sono presenti T−13910 e A−22018, ma più bassa espressione quando sono presenti C−13910 e G−22018. La posizione -13910 ha un promotore dell'aumento della funzione della lattasi (dato che il promotore facilita la trascrizione del gene LCT).
T−13910 è un grande accrescitore rispetto al C-13910, perciò questa mutazione è secondo molti la responsabile delle differenze nell'espressione della lattasi, nonostante non siano state trovate prove sufficienti a dimostrare che la persistenza di lattasi sia causata solo da C−13910→T−13910. In uno studio che coinvolgeva la popolazione finlandese venne scoperto che un CT SNP a −14 kb degli individui persistenti alla lattasi era assente negli individui con ipolattasia.
Un secondo SNP (G-22 kbA) concordava con il fenotipo in pochi e rari individui.
Grazie all'allocazione di entrambi gli SNP nello stesso gene è stato scoperto un modo genetico per poter controllare l'espressione della lattasi negli individui.
Oltre agli studi svedesi, uno studio separato ha anche confermato che il CT SNP a -14 kb è un indicatore della persistenza di lattasi ad eccezione di due individui.

## Diffusione globale
La persistenza di lattasi è dovuta alla presenza di un aplotipo composto da più di 1 milione di coppie di basi nucleotidiche, incluso il gene della lattasi. La presenza di questo gene è la causa della persistenza di lattasi. Al giorno d'oggi questo aplotipo può essere trovato nell'80% degli europei e negli ascendenti europei, mentre la percentuale della popolazione lattasi persistente in Africa e nel sudest asiatico è veramente bassa.
La persistenza di lattasi è totalmente assente nei Bantu dell'Africa meridionale e nella maggioranza della popolazione cinese.
Queste distribuzioni geografiche sono fortemente correlate con la diffusione del bestiame domestico in un periodo compreso tra i 5.000 e i 10.000 anni fa su questo aplotipo è stato messa una forte pressione.
Questo periodo coincide con l'aumento della produzione di latte: dal momento che la produzione di latte ha avuto origine in Europa, gli europei sono stati esposti ad una sempre maggiore nutrizione a base di lattosio, composta da latticini come risultato della positiva selezione naturale.  La nutrizione aggiuntiva fornita dai latticini è stata molto importante per la sopravvivenza nella recente storia europea; perciò la disponibilità di latte fresco ha portato al tratto della persistenza di lattasi.
Quando la produzione di latte si è diffusa in tutto il mondo; dopo la separazione delle popolazioni di derivazione europea dalle popolazioni asiatiche ed africane, e dopo la colonizzazione dell'Europa, la forte selezione positiva si è verificata nella diffusione della persistenza di lattasi.

## Vantaggi dell'evoluzione
L'espressione della persistenza di lattasi è fortemente dovuta alla selezione naturale, che è una componente della teoria dell'evoluzione secondo la quale un tratto influenza le possibilità di sopravvivenza degli organismi, e di conseguenza, con il passare del tempo quel tratto diventa prevalente nella popolazione.
La capacità di digerire il lattosio non è una novità dell'evoluzione delle popolazioni umane. Quasi tutti i mammiferi iniziano la loro vita essendo capaci di digerire il lattosio.
Questo tratto si dimostra essere vantaggioso durante lo stadio infantile, perché il latte viene utilizzato come prima risorsa di nutrimento.
Dallo svezzamento in poi e, di conseguenza, quando altri cibi vengono integrati nella dieta, il latte non viene più consumato. Come risultato la capacità di digerire il lattosio non è più necessaria all'organismo. 
Questo è evidente nell'esame del gene della lattasi nei mammiferi (LCT) che decresce nella sua espressione dopo lo stadio dello svezzamento e che risulta in una diminuzione della produzione dell'enzima lattasi. 
Quando questi enzimi vengono prodotti in bassa quantità si ha come risultato la non persistenza di lattasi (LNP).
La capacità di digerire il latte fresco durante l'età adulta è geneticamente codificata attraverso le varianti LCT, che differiscono in base alla popolazione a cui l'individuo appartiene.
Gli individui che presentavano i fenotipi della persistenza di lattasi hanno riscontrato un significativo vantaggio nella nutrizione. Questo è stato particolarmente vero nelle società in cui l'addomesticamento di animali da latte e la diffusione della pastorizia sono entrati a far parte della vita di tutti i giorni. La combinazione pastorizia - geni Lp avrebbe portato agli individui il vantaggio di poter essere meno competitivi per le risorse in quanto queste potevano derivare da una fonte di cibo secondaria: il latte.
Il latte come risorsa nutritiva era più vantaggioso della carne, in quanto rinnovabile. Invece di essere animali da macello, una mucca o una capra avrebbero potuto essere una risorsa con meno dispendio di tempo e di energia. Il vantaggio competitivo conferito agli individui lattosio-tolleranti avrebbe dato vita a forti pressioni selettive per questo genotipo, specialmente in periodi di fame e carestia che avrebbero dato il via a più alte frequenze di persistenza di lattasi nelle popolazioni.
D'altra parte, le società che non si sono impegnate nella pastorizia, non hanno riscontrato nessun vantaggio selettivo nella persistenza di lattasi.
Le mutazioni che avrebbero potuto sviluppare variazioni alleliche per codificare la produzione di lattasi durante l'età adulta sono risultate essere delle mutazioni neutre e non hanno portato alcun beneficio significativo alla forma fisica degli individui.
Come risultato, nessuna selezione ha perpetuato il diffondersi di queste varianti alleliche ed il genotipo e il fenotipo LP sono rimasti rari.
Per esempio, nell'Asia orientale, le fonti storiche attestano che i Cinesi non consumavano latte mentre i nomadi, che vivevano al confine, lo consumavano. Questo riflette la distribuzione moderna dell'intolleranza al lattosio: la Cina è zona di scarsa tolleranza del lattosio, mentre in Mongolia e nella steppa asiatica il latte e i latticini costituiscono la principale fonte di nutrizione. I nomadi, inoltre, producono una bevanda alcolica, chiamata airag o [kumis] dal latte di giumenta, anche se bisogna tenere conto del fatto che la fermentazione riduce la quantità di lattosio presente nella bevanda.
È stato provato che il consumo di lattosio porta benefici agli esseri umani adulti. Per esempio, nel 2009 il British Women's Heart and Health Study ha esaminato gli effetti sulla salute delle donne che possiedono allelli che codificano la persistenza di lattasi. In questo studio l’allele C indicava la non persistenza di lattasi e l’allele T designava la persistenza di lattasi ed è risultato che le donne che erano omozigote per l'allele C erano meno sane rispetto alle donne con allele C e T e delle donne con due alleli T. Le donne che erano CC avevano riportato più fratture all'anca e al polso, più osteoporosi e più cateratte rispetto agli altri gruppi. Inoltre queste erano in media 4-6 nbps più basse delle altre donne, e più magre. Fattori come i tratti metabolici, lo status socioeconomico, lo stile di vita e la fertilità non sono risultati essere collegati con i risultati, perciò si potrebbe concludere che la persistenza di lattasi abbia portato beneficio nella salute di queste donne.
L'evidenza che la persistenza di lattasi è stata favorita dalla selezione naturale è stata trovata in uno studio del 2006 in cui è stata mostrata la connessione con il disequilibrio tra gli alleli ancestrali e quelli correnti. Il punteggio rifletteva la selezione positiva della persistenza di lattasi. È stato anche riportato che la persistenza di lattasi abbia portato una pressione selettiva più forte rispetto ad ogni altro gene umano.

## Storia evolutiva
La capacità di digerire il lattosio anche durante l'età adulta (la persistenza di lattasi) è stata utile agli esseri umani solo dopo l'allevamento degli animali e l'addomesticamento delle specie animali che avrebbero provveduto a fornire una fonte consistente di latte.
Prima della rivoluzione neolitica, però, le popolazioni di cacciatori-raccoglitori erano fortemente intolleranti al lattosio, così come lo sono ancora i moderni cacciatori-raccoglitori.
Secondo gli studi sulla genetica le vecchie mutazioni associate con la persistenza di lattasi hanno raggiunto livelli apprezzabili nella popolazione umana solo negli ultimi 10.000 anni.
Perciò la persistenza di lattasi è spesso citata sia come esempio di evoluzione umana recente che come coevoluzione geno-culturale nella mutuale simbiosi tra umano ed animale iniziata con l'avvento dell'agricoltura; dal momento che la persistenza di lattasi è un fatto genetico, mentre l'allevamento animale è un tratto culturale.
Nelle popolazioni dell'Europa settentrionale la diffusione degli alleli lattasi persistenti è la più strettamente correlata con la selezione positiva dovuta all'aggiunta della vitamina D all'interno della dieta; mentre nelle popolazioni africane la deficienza della vitamina D non è stato un problema e la diffusione dell'allele è risultata essere collegata con l'aumento delle calorie e della nutrizione dalla pastorizia.
Diversi marcatori genetici di persistenza di lattasi sono stati identificati, e questi mostrano che l'allele ha origini diverse a seconda della parte del mondo di cui si vuole trattare (il che significa che l’allele è un esempio della evoluzione convergente. Secondo una stima, la versione dell'allele più comune tra gli europei è cresciuta fino a frequenze significative circa 7500 anni fa nei Balcani e Europa centrale, un tempo e un posto che corrispondono approssimativamente all'archeologica Linearbandkeramik e cultura Starčevo. Da qui, molto probabilmente si è diffusa ad est fino all'India. Allo stesso modo, uno dei quattro alleli associato alla persistenza di lattasi nella popolazione africana è probabilmente di origine europea. Gli Africani del nord possiedono questa versione dell'allele, che si è probabilmente originata prima, nel vicino oriente, ma i primi agricoltori non avevano alti livelli di persistenza di lattasi, e, di conseguenza, non consumavano quantità significative di latte fresco. La persistenza di lattasi nell'Africa subsahariana quasi certamente ha diversa origine, probabilmente più di una ed è anche possibile che un'origine autonoma sia dovuta all'addomesticamento del cammello arabo.. Nessuna delle mutazioni finora identificate si è mostrata essere esclusiva causa della persistenza di lattasi, ed è possibile che ci siano molti altri alleli da scoprire.
Il processo evolutivo che ha guidato la rapida diffusione della persistenza di lattasi in alcune popolazioni non è conosciuto. In alcuni gruppi etnici dell'Africa orientale, la persistenza di lattasi ha seguito un andamento da trascurabile a quasi ubiqua in soli 3000 anni, suggerendo una pressione selettiva veramente forte. ma molti modelli di diffusione della persistenza di lattasi in Europa hanno seguito principalmente tendenza genetica.
Esistono teorie concorrenti che valutano il motivo per cui l'abilità di digerire lattosio potrebbe selezionata per includere i benefici nutrizionali. In effetti il latte è stato usato come fonte d'acqua in tempi di siccità, e i l'accresciuto assorbimento di calcio è stato utile a prevenire rachitismo e osteomalacia in regioni con poca luce.
Gli autori romani hanno documentato che la popolazione dell’Europa settentrionale, in particolare i Britannici e i Germani bevevano latte crudo.
Questo corrisponde con le distribuzioni moderne dell'intolleranza al lattosio in Europa: le popolazioni di Regno Unito, Germania e Scandinavia hanno una grande tolleranza, mentre quelle del sud Europa, specialmente l'Italia, hanno una bassa tolleranza.

## Persistenza di lattasi in esseri non umani
Il malassorbimento del lattosio è tipico dei mammiferi adulti, e la persistenza di lattasi è un fenomeno probabilmente collegato all'interazione umana sotto forma della produzione di latte. 
La maggior parte dei mammiferi perde la capacità di digerire lattosio quando diventano grandi abbastanza da poter trovare in autonomia il nutrimento lontano dalle proprie madri. Dopo lo svezzamento, o la transizione dell'essere nutrito di latte a consumare altri tipi di cibo, la capacità di produrre lattasi diminuisce naturalmente in quanto non è più necessaria. Per esempio, da quando un maialino ha dai 5 ai 18 giorni, perde il 67 percento della propria capacità di assorbire lattosio. Quasi tutti gli esseri umani possono normalmente digerire il lattosio tra i 5 e i 7 anni 
, mentre la maggior parte dei mammiferi smette di produrre lattasi molto prima. Il bestiame può essere svezzato dal latte della propria madre tra i sei mesi e un anno Gli agnelli sono regolarmente svezzati intorno alle 16 settimane. Questi esempi suggeriscono che la persistenza di lattasi è un fenomeno unicamente umano. 

## Fattori di confusione
In assenza di lattasi vengono comunque tollerati i derivati del latte in cui il lattosio è già degradato da processi di fermentazione (per esempio diversi formaggi, yogurt).
Inoltre, i batteri sani del colon possono contribuire alla digestione del lattosio, permettendo il consumo del latte senza la persistenza genetica della lattasi.

## Distribuzione
| Gruppo etnico                        | Individui esaminati | Intolleranza (%) | Riferimenti   | Frequenza allelica |
| ------------------------------------ | ------------------- | ---------------- | ------------- | ------------------ |
| Olandesi                             | N/A                 | 1                | [ 36 ]        | N/A                |
| Danesi                               | N/A                 | 4                | [ 37 ]        | N/A                |
| Australiani anglo-celtici            | 160                 | 4                | [ 38 ]        | 0.20               |
| Svedesi                              | N/A                 | 5–7              | [ 39 ] [ 40 ] | N/A                |
| Baschi                               | 85                  | 8.3              | [ 41 ]        | N/A                |
| Britannici                           | N/A                 | 5–15             | [ 42 ]        | 0.184–0.302        |
| Germanici                            | 1805                | 6–23             | [ 44 ]        | N/A                |
| Svizzeri                             | N/A                 | 10               | [ 38 ]        | 0.316              |
| Americani europei                    | 245                 | 12               | [ 38 ]        | 0.346              |
| Tuareg                               | N/A                 | 13               | [ 42 ]        | N/A                |
| Ucraini                              | N/A                 | 13               | [ 45 ]        | N/A                |
| Finlandesi                           | N/A                 | 14–23            | [ 46 ]        | N/A                |
| Austriaci                            | N/A                 | 15–20            | [ 42 ]        | N/A                |
| Bielorussi                           | N/A                 | 15               | [ 45 ]        | N/A                |
| Spagnoli (non-Baschi)                | N/A                 | 15               | [ 47 ]        | N/A                |
| Russi                                | N/A                 | 16               | [ 45 ]        | N/A                |
| Francesi                             | N/A                 | 17               | [ 42 ]        | N/A                |
| Italiani (centro Italia)             | 65                  | 19               | [ 48 ]        | N/A                |
| Messicani                            | N/A                 | 16–33            | [ 49 ]        | N/A                |
| Indiani                              | N/A                 | 20               | [ 50 ] [ 51 ] | N/A                |
| Tutsi                                | N/A                 | 20               | [ 38 ]        | 0.447              |
| Fulani                               | N/A                 | 23               | [ 38 ]        | 0.48               |
| Beduini                              | N/A                 | 25               | [ 42 ]        | N/A                |
| Portoghesi adulti                    | 102                 | 25               | [ 52 ]        | N/A                |
| Sami (in Russia e Finlandia)         | N/A                 | 25–60            | [ 53 ]        | N/A                |
| Italiani (sud Italia, non-Siciliani) | 51                  | 41               | [ 48 ]        | N/A                |
| Ebrei Yemeniti                       | N/A                 | 44               | [ 54 ]        | N/A                |
| Bambini afroamericani                | N/A                 | 45               | [ 50 ]        | N/A                |
| Italiani (nord Italia)               | 89                  | 52               | [ 48 ]        | N/A                |
| Ispanici del nord America            | N/A                 | 53               | [ 42 ]        | N/A                |
| Balcanici                            | N/A                 | 55               | [ 42 ]        | N/A                |
| Messicano-statunitensi maschi        | N/A                 | 55               | [ 50 ] [ 51 ] | N/A                |
| Cretesi                              | N/A                 | 56               | [ 50 ]        | N/A                |
| Africani Maasai                      | 21                  | 62               | [ 55 ]        | N/A                |
| Ebrei sefarditi                      | N/A                 | 62               | [ 54 ]        | N/A                |
| Francesi del meridione               | N/A                 | 65               | [ 42 ]        | N/A                |
| Greci ciprioti                       | N/A                 | 66               | [ 50 ] [ 51 ] | N/A                |
| Aschenaziti                          | N/A                 | 68.8             | [ 50 ] [ 51 ] | N/A                |
| Siciliani                            | 100                 | 71               | [ 56 ] [ 57 ] | N/A                |
| Messicani rurali                     | N/A                 | 73.8             | [ 50 ] [ 51 ] | N/A                |
| Afroamericani                        | 20                  | 75               | [ 38 ]        | 0.87               |
| Libanesi                             | 75                  | 78               | [ 58 ]        | N/A                |
| Inuit                                | N/A                 | 80               | [ 50 ] [ 51 ] | N/A                |
| Aborigeni australiani                | 44                  | 85               | [ 38 ]        | 0.922              |
| Ebrei Mizrahì                        | N/A                 | 85               | [ 54 ]        | N/A                |
| Africani Bantu                       | 59                  | 89               | [ 38 ]        | 0.943              |
| Asioamericani                        | N/A                 | 90               | [ 50 ] [ 51 ] | N/A                |
| Mestizos del Perù                    | N/A                 | 90<              | [ 42 ]        | N/A                |
| Cinesi Han del nord-est              | 248                 | 92.3             | [ 59 ]        |                    |
| Cinesi                               | 71                  | 95               | [ 38 ]        | 0.964              |
| Asiatici del sudest                  | N/A                 | 98               | [ 50 ] [ 51 ] | N/A                |
| Thailandesi                          | 134                 | 98               | [ 38 ]        | 0.99               |
| Nativi americani                     | 24                  | 100              | [ 38 ]        | 1.00               |

Il significato statistico di queste figure varia in grande misura a seconda del numero di persone esaminate.
I livelli di intolleranza al lattosio aumentano anche con l'età. All'età di 2-3 anni, 6 anni e tra i 9 e i 10 anni l'intolleranza al lattosio aumenta, rispettivamente: 
- tra il 6% e il 15% tra gli americani bianchi e gli europei settentrionali
- 18%, 30%, e 47% tra i messicani in America
- 25%, 45%, e 60% nei sudafricani neri
- approssimativamente 10%, 20%, e 25%  tra cinesi e giapponesi
- 30–55%, 90%, e >90% nei Mestizo del Perù[60][61]

I cinesi e i giapponesi tipicamente perdono tra il 20 e il 30% della propria a
capacità di digerire il lattosio tra i tre e i quattro anni dopo lo svezzamento. Alcuni studi hanno trovato che la maggior parte dei giapponesi possono consumare 200 ml di latte senza forti disturbi.  Circa l'81% dei giapponesi adulti sono tolleranti al latte. 
La scarso indice di malassorbimento del lattosio tra i Kazaki suggerisce che la persistenza al lattosio può essere frequente in popolazioni dedite alla pastorizia del sudovest asiatico.
L'allele −13910*T, che è diffuso in Europa, è stato localizzato in un aplotipo esteso di 500 kb o più. In Asia centrale, il polimorfismo del Lp è lo stesso dell'Europa (-13.910C > T, rs4988235; Heyeretal.,
2011), suggerendone la diffusione genetica tra le due regioni geografiche.
È indicato che l'allele responsabile per la persistenza di lattosio (13.910*T) può essere aumentato in Asia centrale grazie alla maggiore persistenza di lattasi tra i kazaki che hanno la più bassa proporzione del pool genico "occidentale" dedotto dalla commistione delle analisi dai dati dei microsatelliti autosomici. Questo, a sua volta, può essere anche una prova generica indiretta di un precoce addomesticamento dei cavalli per i prodotti caseari come recentemente attestato dai resti archeologici. 
Tra i kazaki, tradizionalmente pastori, la persistenza di lattosio è stimata essere tra i 25-32%, di cui solo il 40,2% hanno i sintomi e 85-92 % degli individui sono portatori dell'allele  −13.910*T allele.
La frequenza degli alleli associati alla persistenza di lattasi (T-13910) erano del 10,9% negli antichi gruppi di ungheresi, 35,9% al giorno d'oggi e 40% tra gli ungheresi Sekler della Transilvania, rispettivamente.
Il 10% della popolazione dell'Europa settentrionale che sviluppa l'intolleranza al lattosio, mostra un processo graduale che si è diffuso all'incirca nell'arco di 20 anni.